# Марачівська сільська рада
Марачі́вська сільська́ ра́да — адміністративно-територіальна одиниця та орган місцевого самоврядування у Славутському районі Хмельницької області. Адміністративний центр — село Марачівка.

## Загальні відомості
Марачівська сільська рада утворена в 1923 році.
- Територія ради: 13,84 км²
- Населення ради: 405 осіб (станом на 2001 рік)

## Населені пункти
Сільській раді підпорядковані населені пункти:
- с. Марачівка

## Склад ради
Рада складається з 12 депутатів та голови.
- Голова ради: Марачівська Ілона Анатоліївна
- Секретар ради: Шинкарук Тетяна Дмитрівна

### Керівний склад попередніх скликань
| Прізвище, ім'я, по батькові    | Основні відомості                                                 | Дата обрання | Дата звільнення |
| ------------------------------ | ----------------------------------------------------------------- | ------------ | --------------- |
| Шеренгівська Ілона Анатоліївна | Сільський голова, 1975 року народження, позапартійна              | 26.03.2006   | 31.10.2010      |
| Марачівська Ілона Анатоліївна  | Сільський голова, 1975 року народження, освіта вища, позапартійна | 31.10.2010   |                 |

Примітка: таблиця складена за даними сайту Верховної Ради України

### Депутати
За результатами місцевих виборів 2010 року депутатами ради стали:

#### За суб'єктами висування
| Суб'єкт висування           | Кількість обраних депутатів | %    |
| --------------------------- | --------------------------- | ---- |
| Самовисування               | 7                           | 58,3 |
| Народна партія              | 4                           | 33,3 |
| Комуністична партія України | 1                           | 8,3  |

#### За округами
| № округу                    | Прізвище, ім'я, по батькові    | Дата визнання обраним | Освіта  | Партійна приналежність | Відомості про обраного депутата                  |
| --------------------------- | ------------------------------ | --------------------- | ------- | ---------------------- | ------------------------------------------------ |
| Комуністична партія України |                                |                       |         |                        |                                                  |
| 4                           | Садовська Світлана Анатоліївна | 01.11.2010            | середня | позапартійна           | Марачівська сільська рада, бухгалтер             |
| Народна Партія              |                                |                       |         |                        |                                                  |
| 1                           | Васьківська Фекла Василівна    | 01.11.2010            | середня | позапартійна           | пенсіонер                                        |
| 6                           | Семенюк Галина Вікторівна      | 01.11.2010            | середня | позапартійна           | Будинок Культури с. Марачівка, завідувачка клубу |
| 11                          | Мазур Світлана Іванівна        | 01.11.2010            | середня | позапартійна           | КП «Вачівське», продавець                        |
| 12                          | Пашинський В'ячеслав Іванович  | 01.11.2010            | середня | позапартійний          | тимчасово не працює                              |
| Самовисування               |                                |                       |         |                        |                                                  |
| 2                           | Сірук Валентин Васильович      | 01.11.2010            | середня | позапартійний          | тимчасово не працює                              |
| 3                           | Бондар Василь Дмитрович        | 01.11.2010            | середня | позапартійний          | тимчасово не працює                              |
| 5                           | Іщук Надія Вікторівна          | 01.11.2010            | середня | позапартійна           | тимчасово не працює                              |
| 7                           | Шинкарук Тетяна Дмитрівна      | 01.11.2010            | середня | позапартійна           | Марачівська сільська рада, секретар              |
| 8                           | Палій Галина Василівна         | 01.11.2010            | середня | позапартійна           | пенсіонер                                        |
| 9                           | Левунець Валерій Володимирович | 01.11.2010            | середня | позапартійний          | тимчасово не працює                              |
| 10                          | Поліщук Ганна Хомівна          | 01.11.2010            | середня | позапартійна           | пенсіонер                                        |

## Господарська діяльність
Основним видом господарської діяльності сільської ради є сільськогосподарське виробництво.

## Населення
За переписом населення України 2001 року в сільській раді мешкали 404 особи. 100 % населення вказало своєю рідною мовою українську мову.